# Regimiento de Infantería Mecanizado 7

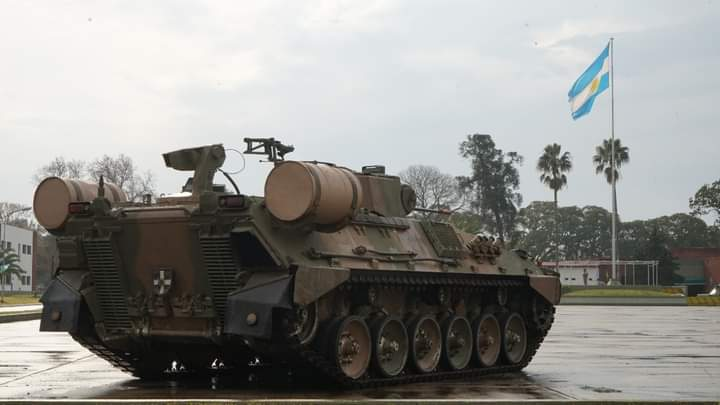
Vehículo de dotación de la Unidad - VCTP en la Plaza de Armas del Regimiento (Teniente Juan Domingo Baldini) pueden observarse los tanques suplementarios de combustible en ambos lados del vehículo.

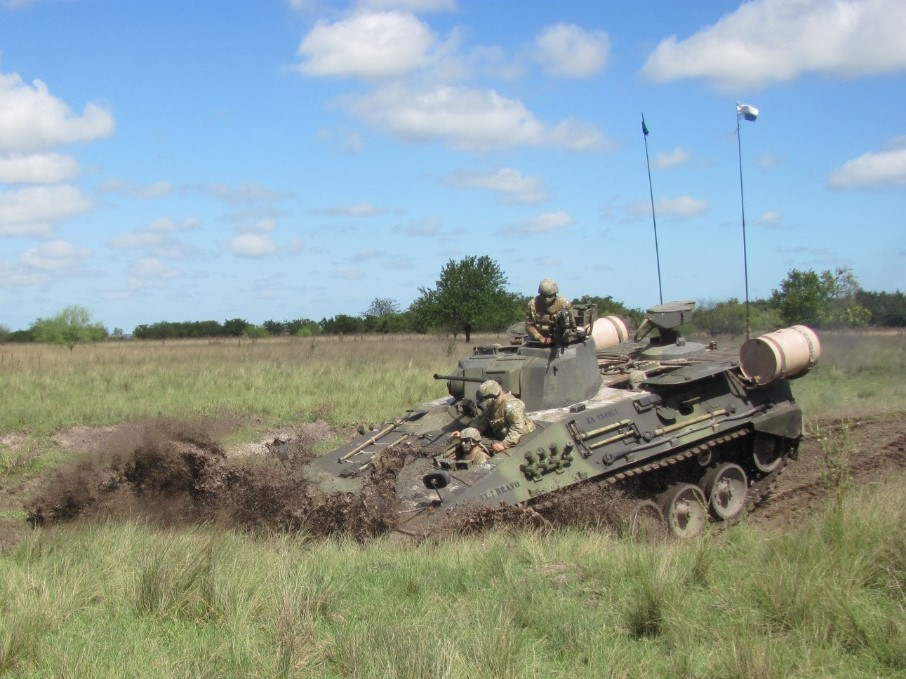
VCTP de la Ca I Mec C "TALCAHUANO" en el Campo de Instrucción de la Unidad.

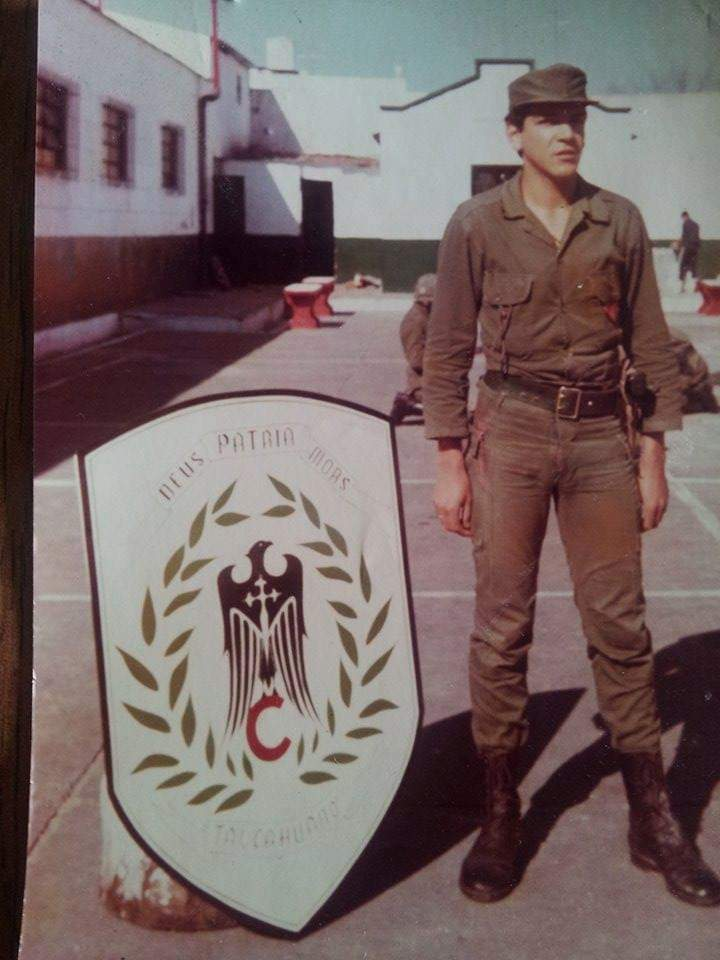
Suboficial del Regimiento posando junto al escudo de la Ca I Mec C "TALCAHUANO" en los años 70. La fotografía fue tomada en los viejos cuarteles de 19 y 51 de la Ciudad de La Plata.

El Regimiento de Infantería Mecanizado 7 «Coronel Conde» (RIMec7) es una Unidad Táctica de infantería del Ejército Argentino perteneciente a la Primera Brigada Blindada "Brigadier General Martín Rodríguez". Tiene su asiento de paz en la Guarnición de Ejército Arana, en la localidad homónima de la Provincia de Buenos Aires. Dentro de la jerga de la Infantería Argentina, se lo conoce como "El 7 Bravo".

## Historial de Combate del Regimiento en elsigloXIX.

### Guerra de la Independencia, Luchas contra los Caudillos Federales y Organización Nacional
Creado el 21 de noviembre de 1810 en Cochabamba durante la Primera Campaña al Alto Perú, fue disuelto después de la Batalla de Huaqui. Recreado el 31 de mayo de 1813 con negros libertos, participó en la Tercera Campaña del Alto Perú, luchando en la Batalla de Sipe Sipe, fue disuelto por las graves bajas sufridas.
Fue de nuevo formado como Batallón 7 de los Andes en 1816 al mando del teniente coronel Pedro Conde, integrando el Ejército Libertador cruzó la cordillera combatiendo fuerte contra las fuerzas realistas emplazadas en el país en las batallas de Guardia Vieja, Achupallas, Putaendo, Chacabuco, Gavilán, Cancha Rayada, Maipú, Talcahuano, Arauco y Curapaligue. Marchó al Perú donde participó en la Campaña de los Puertos Interiores y en la Segunda Campaña de la Sierra, con combates en el Puerto del Callao, Calama, Torata y Moquehua. Se fusionó con el Regimiento de Infantería 8, también de Libertos, conformando el Regimiento Río de la Plata hasta su disolución en 1824.
En 1856 fue formado de nuevo y emplazado como Puesto de Guarnición en la Frontera Bonaerense contra el Indio. Luego participaría como parte del contingente enviado por el presidente Domingo Sarmiento para sofocar la rebelión del Caudillo López Jordán en Entre Ríos, participó de fieros combates contra las fuerzas jordanistas en Naembe y Don Gonzalo. En 1880, participó en los combates de Puente Barracas y Los Corrales para sofocar la rebelión del gobernador Carlos Tejedor en Buenos Aires. En ese período vería acción en los confines de la Patria dando muestras de su adaptabilidad operacional participó de la Campaña al Desierto (1879) y al Gran Chaco, entre 1884 y 1912.

### Acciones durante las décadas de 70 y 80 durante la dictadura cívico militar

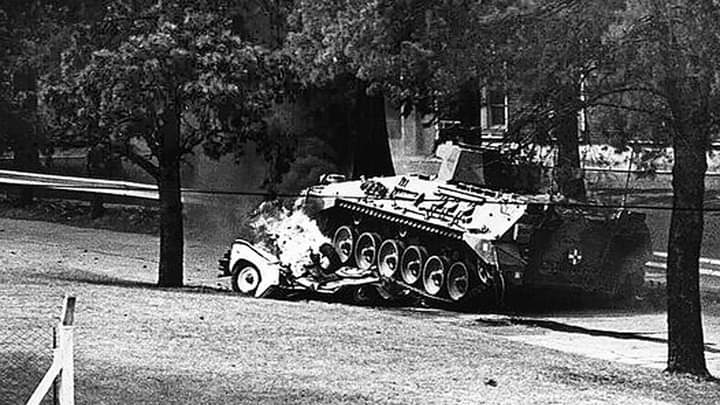
VCTP de la Ca I Mec C (NI 433224 - Teniente Baldini) en enero de 1989 durante los violentos enfrentamientos para recuperar el cuartel del RIMec 3, en La Tablada.

Intervino durante los copamientos de los cuarteles del Batallón Depósito de Arsenales 601 Domingo Viejobueno, el 23 de diciembre de 1975 frente a la localidad bonaerense de Monte Chingolo, y del Regimiento de Infantería Mecanizado 3, el 23 de enero de 1989 en La Tablada. El primero fue asaltado por insurgentes pertenecientes al Batallón Urbano General San Martín del Ejército Revolucionario del Pueblo (ERP) bajo el control operacional del comandante Benito Jorge Urteaga. Mientras que el copamiento de los cuarteles de La Tablada fue ejecutado por insurgentes pertenecientes al Movimiento Todos por la Patria (MTP) a órdenes del comandante Enrique Gorriarán Merlo.

## Conflicto del Atlántico Sur

### Situación General entre marzo y abril de 1982
En 1982, el Ejército Argentino tenía nueve brigadas de efectivos de línea. No había un sistema de divisiones y el país estaba dividido en Cuerpos, dentro de los cuales estaban las Brigadas. Las principales unidades del Ejército en cruzar, primero a Malvinas, fueron los Regimientos de Infantería 25 y 8, que provenían de la Brigada IX con asiento de paz en Chubut. La Junta Militar consideró que se debía enviar una nueva Brigada. La X de Infantería "Teniente General Nicolás Levalle", cuyas unidades se localizaban en Buenos Aires. El comandante era el impresionante general de Brigada Oscar Luis Jofre, conocido como "el caballo" debido a su estatura y rostro; pero era un apodo afectivo, y parece que era respetado por sus hombres, incluyendo los soldados. Los tres regimientos de la Gran Unidad de Combate eran el RI 3 "General Manuel Belgrano", el RI 6 "General Viamonte", y el RI 7 "Coronel Conde" con asiento de paz en La Tablada, Mercedes y La Plata.     
El Comandante de Brigada fue despertado a la 1 de la mañana del 9 de abril de 1982, por un llamado telefónico que le anticipó que su Brigada debía prepararse para ir a Malvinas. En esos días la Unidad se encontraba realizando el Subperiodo Básico de Instrucción a la Clase 1963 en Ezeiza, cuando el jefe de Regimiento, teniente coronel Omar Giménez, recibió la orden de preparar al Regimiento para su despliegue a Malvinas. Ante esta situación y por la política impulsada por el Comandante de Brigada, se convocó a los soldados de clase 1962 que habían realizado el servicio militar obligatorio en 1981.   
La unidad realizó un "Transporte Táctico" a las Islas Malvinas entre el 14 y 17 de abril. Una vez que aterrizaron en Puerto Argentino, marcharon 15 km a pie hasta Moody Brook. Desde ese momento se constituyó el Sector Plata, que se estiraba desde Monte Longdon hacia el este tan alejado como el brazo norte de Puerto Argentino a 11 km de distancia. Fue dividido en tres subsectores: Plata 1; 2 y 3.

### Adopción del dispositivo dentro del Perímetro Defensivo de Puerto Argentino (Sector Plata)
Monte Longdon era una colina de ladera empinada, de 1.609,34 metros de oeste a este. La Cresta era de 182,88 metros en algunos lugares, unos 91,44 más alto que el terreno, que formaba sólo una pequeña parte del largo sector asignado a la Unidad. 
El monte era sostenido por los hombres de la Compañía de Infantería B "MAIPU", con tres secciones de tiradores, reforzada con una sección de la Compañía de Ingenieros 10 y una sección de ocho ametralladoras pesadas 12,7 mm operadas por los Infantes de Marina. Contrario a lo informado por los oficiales y soldados británicos, no había miembros de las Compañías de Comando en la posición. El jefe local en el monte era el segundo Jefe de Regimiento, Mayor Carlos Carrizo Salvadores, como jefe del Subsector Plata 3. En razón de encontrarse en la esquina noroeste de las defensas argentinas alrededor de Puerto Argentino las posiciones de Monte Longdon se orientaban hacia el norte y el oeste, con dos secciones sobre el lado norte, una sección en el extremo oeste y la sección de ingenieros como elemento menos empeñado. Además, en la cara occidental de la cima, se había montado un Radar RASIT, con alcance terrestre de 30 km.

### Combates de Monte Longdon y Wireless Ridge
La Unidad Británica que atacaría la altura sería el Tercer Batallón de Paracaidistas (3 PARA, según la Escritura Militar en Campaña Británica) un batallón duro y bien entrenado que había caminado todo el trayecto desde San Carlos y estaba ansioso por mostrar que podría repetir el éxito de su batallón hermano en Goose Green, el 2 PARA. La principal dificultad de los británicos era atravesar un abra de cinco millas intercalado con campos minados, desde su posición en Monte Vernet. La observación diurna de larga distancia sobre Monte Longdon no había revelado la posición exacta de las defensas argentinas y la exploración nocturna había resultado infructuosa. 
El plan de ataque (Concepto de la Operación) del 3 PARA era de atacar con dos compañías de infantería, una para capturar la altura complementaria a unos 450 metros al norte de Monte Longdon y emplearla como una base de fuego, mientras que la segunda compañía asaltaba el extremo occidental de la colina e intentaba abrirse paso a lo largo de la cresta principal con la base de fuego de la compañía en la posición norte. Un ataque nocturno de modalidad sigilosa, con la intención de llegar en forma directa sobre las posiciones de los hombres de la 1.ª Sección del Subteniente Juan Domingo Baldini que se encontraba desplegada sobre la ladera occidental del cerro. 
Los paracaidistas británicos se aproximaron en su Línea de Partida para el Ataque, que se encontraba asentada sobre el arroyo Murrel a las 21:15 del 11 de junio de 1982. Los británicos avanzaron hasta mitad de camino antes de ser detectados, resultado de la orden del subteniente Baldini de apagarlo, por temor que el radar de localización de morteros Cymbeline detectara las emisiones del RASIT argentino y la artillería británica bombardeara su posición. 
No obstante la ventaja británica se perdió cuando un suboficial británico pisó una mina antipersonal, quedó muy malherido. Habiendo perdido la sorpresa los paracaidistas se lanzaron al asalto sobre el monte y se desató un violento tiroteo. Los británicos no tuvieron éxito en establecer una base de fuego en la elevación auxiliar de Monte Longdon, cuando la Compañía A del 3 PARA encontró que la posición quedaba dominada por las defensas argentinas en la colina principal, y los paracaidistas se vieron obligados a replegarse luego de ser enfrentados con fuego de armas livianas y de morteros. La segunda oleada de asalto conformada por la Compañía B del 3 PARA quedó comprometida bajo el fuego pesado de ametralladoras 12,7 en las hondonadas de la pronunciada ladera occidental de la colina, sufriendo fuertes bajas.
La batalla por Monte Longdon duró varias horas, librada sobre la ladera occidental de la colina. Los paracaidistas británicos, sólo pudieron avanzar lento. Siendo detenidos en particular, por las ametralladoras operadas por los infantes de marina de la subunidad "Ad Hoc" formada por el contraalmirante Carlos Busser, bien manejadas. De inmediato cayó el fuego de la artillería británica sobre el extremo oriental de la colina y las posiciones de morteros del regimiento quedaron neutralizadas. 
La subunidad británica atacante sobre el extremo occidental de la colina había sufrido el 50 por ciento de bajas antes de que al fin alcanzaran el límite de su objetivo, el punto medio de la larga cresta. En un momento, los británicos retrocedieron apenas para que la artillería "arrastrara" poco a poco casi hasta la posición donde se encontraban. Las iluminantes, las trazadoras de las ametralladoras y las explosiones reflejaban en lo sucesivo. La Primera Sección de la Ca I B a órdenes del subteniente Juan Domingo Baldini, los había retenido. El oficial resultó muerto en combate junto con su encargado de Sección el cabo 1° Darío Rolando Ríos. Ambos se encontraban haciendo fuego con una Ametralladora MAG Cal 7,62 mm cuando fueron batidos por los paracaidistas. También murió el observador adelantado de Artillería el teniente Alberto Rolando Ramos del Grupo de Artillería 3 (GA 3) en su puesto observatorio mientras intentaba defender su posición y reglar el fuego sobre los británicos.
Los británicos quebraron la defensa argentina. Un suboficial británico, el sargento Ian McKay, fue condecorado con una Cruz Victoria, a título póstumo por tomar por asalto una de las posiciones argentinas más persistentes; ésta sería la única Cruz Victoria otorgada en la lucha alrededor de Puerto Argentino, indicio de la ferocidad de la acción en extremo occidental de Monte Longdon. La Compañía A del 3 PARA relevó a los elementos británicos, y asumió el ataque contra las posiciones argentinas. Combatieron duro hasta que pudieron abrirse paso hacia la cima del monte y tomarlo por completo. 
La batalla por Monte Longdon había durado cerca de diez horas, los argentinos habían combatido bien. Diecinueves soldados británicos fueron muertos, y unos treinta y cinco heridos. Resultaría ser el combate individual más costoso de la guerra para los británicos. Por su parte, el Regimiento tuvo, de acuerdo a las exhumaciones de los cuerpos por parte del Servicio Necrológico del Ejército Británico, veintinueve muertos en combate, cincuenta y seis quedaron en manos de los británicos como prisioneros y más de sesenta heridos. El resto pudo romper el contacto con el enemigo y evadirse hasta Wireless Ridge.

## Despliegues como parte de la ONU
El Regimiento fue desplegado en el extranjero como parte de los contingentes de Naciones Unidas de UNPROFOR (Fuerza de Protección de las Naciones Unidas en Croacia y Bosnia-Herzegovina) en 1993 y de MINUSTAH (Misión de Estabilización de las Naciones Unidas en Haití) en 2009.   
Fue preparado para conformar el Núcleo de la Fuerza de Tareas 58 como miembro de la UNFICYP (Fuerza de la ONU para el Mantenimiento de la Paz en Chipre) prevista desde agosto de 2021 hasta febrero de 2022.  

## Condecoraciones otorgadas al Regimiento por su actuación en combate

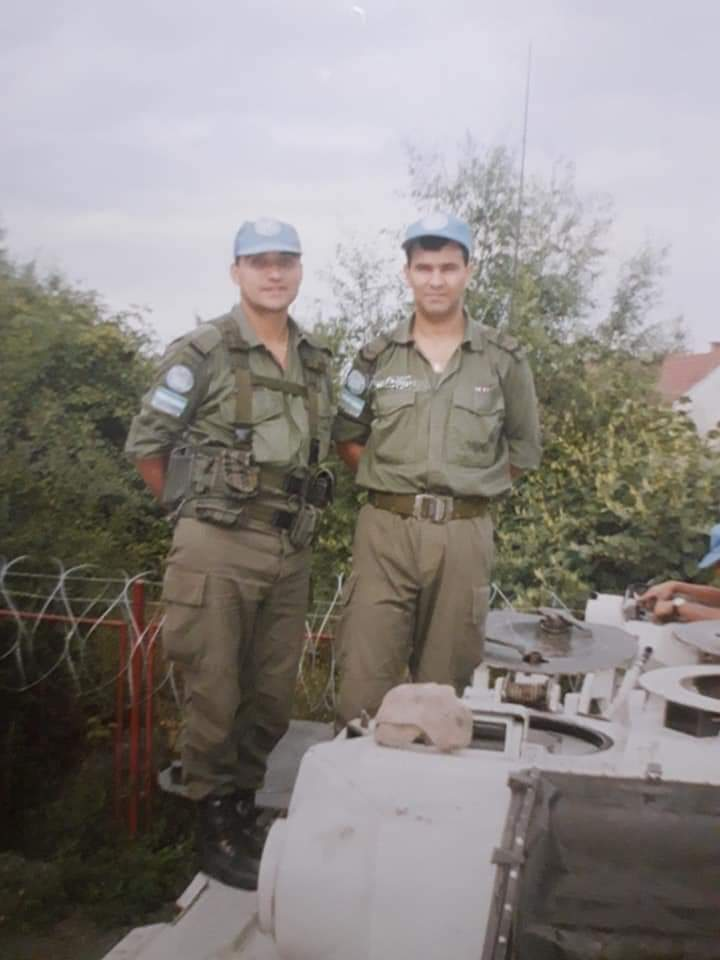
Suboficiales del RIMec 7 en la ex Yugoslavia en 1993 como miembros del BEA 3 (Batallón Ejército Argentino Nro 3)

| Condecoración                             | Descripción y Fecha |
| ----------------------------------------- | --- |
| Medalla de Chacabuco                      | Otorgado por el Director Supremo de las Provincias Unidas de Sudamérica por decreto el 19 de abril de 1817 |
| Cordón de Maipo                           | Otorgado por el Director Supremo de las Provincias Unidas de Sudamérica por decreto el 6 de julio de 1818 |
| Medalla del Ejército Libertador           | Otorgada por el Gobierno del Perú por decreto del 15 de agosto de 1821 |
| Orden del Sol                             | Instituida por el General Don José de San Martín por decreto el 21 de octubre de 1821 |
| Medalla de los Andes                      | Otorgada por el Congreso de la Nación el 20 de Julio de 1865 |
| Escudo Patagonia                          | Otorgado por el Ejército Argentino en 1883 |
| Medalla de Campaña al Chaco               | Otorgada por el presidente de la Nación, Miguel Juarez Celman por decreto del 7 de agosto de 1888 |
| Escudo Ejército Libertador                | Otorgado por el Comando General del Ejército por disposición del 29 de mayo de 1973 |
| Cruz Peruana al Mérito Militar            | Otorgada por el Ministerio de Defensa de la República del Perú por resolución Ministerial el 22 de julio de 1971 |
| Escudo "A los Bravos de Malvinas"         | Otorgada por Estado Mayor General del Ejército en 1982 |
| Medalla del Pueblo y Gobierno de Santa Fé | Otorgada por la provincia de Santa Fe por resolución del 15 de noviembre de 1985 por mérito de su participación en el conflicto bélico entre la República Argentina y el Reino Unido de Gran Bretaña e Irlanda del Norte |
| Palmas Sanmartinianas                     | Otorgado por el Insitituto Nacional Sanmartiniano en 1991 |
| Gran Cruz Belgraniana                     | (Otorgada por el Instituto Nacional Belgraniano por resolución del 16 de abril de 1994) |

## Organización
- Regimiento de Infantería Mecanizado 7 «Coronel Conde» (RI Mec 7).
  - Compañía de Infantería Mecanizada «B» "MAIPÚ" (Ca I Mec B).
  - Compañía de Infantería Mecanizada «C» "TALCAHUANO" (Ca I Mec C).
  - Compañía Comando y Servicios "ARAUCO-CURAPALIGUE" (Ca Cdo Ser).
  - Banda Militar "PASO DE LOS ANDES" (Bda Mil)